# 中国2010年上海世界博览会世界贸易中心协会馆
31°11′11″N 121°28′52″E / 31.1862613°N 121.4812374°E
中国2010年上海世界博览会世界贸易中心协会馆是2010年上海世博会上代表世界贸易中心协会的展馆，位于世博园区B片区，占地面积2000平方米。展馆的主题为“贸易促进和平与稳定”。世界贸易中心协会馆也是世博会中唯一一个以经贸为主题的展馆。
世界贸易中心协会馆建筑外观呈蓝色，以中国传统哲学中的“天圆地方”和“八卦”作为其设计理念。展馆内部中央是一个圆形的展厅，四周四个角落则分别是贵宾室、展示区、纪念品店及餐饮区。